# 角銀礦
角銀礦（英文： 或 ）是礦物形式的氯化銀（AgCl），是氧化銀礦床的次生礦物相。可被開採並提煉成白銀。其晶體等距-屬立方晶系中的六八面體（hexoctahedral）晶類，常以柱狀立方晶體形式出現。質地較柔軟，硬度為摩氏硬度1〜2級之間，密度與比重為5.55。角銀礦不溶於水。
角銀礦顏色多變，剛開採的礦石，由幾近無色的淡黃色至淺綠色都有。由於它的主要成份是氯化銀，而氯化銀是一種對光敏感的物質，照光後會分解成銀及氯。故角銀礦礦石暴露於強光之下，會變為褐色或紫色。
由於角銀礦在沙漠空氣中風化後，風化物狀如號角，故稱角銀。英文名稱中的（cerargyrite）及（Bromian chlorargyrite ，或 embolite）均指角銀礦。

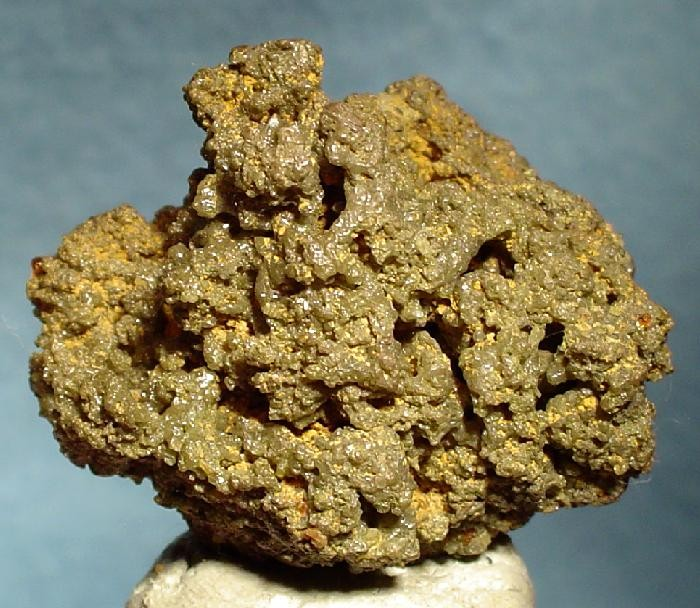
剛被發掘的角銀礦

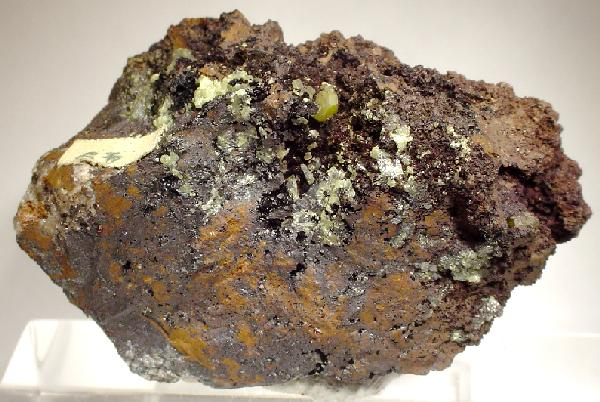
顏色變為褐色或紫色的角銀礦

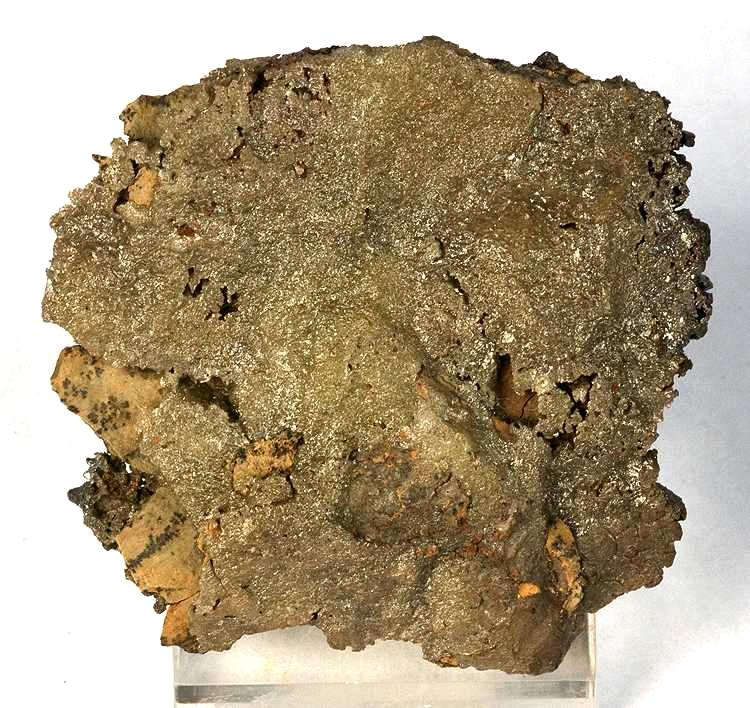
已開始風化的角銀礦

在1877年澳洲新南威爾士州的布羅肯希爾地區，首次發現角銀礦，其英文名（Chlorargyrite）是從希臘文（chloros），意思為「淺綠色」和拉丁文「銀」（argentums）兩字合成，合併意思為「淺綠色的銀」。